# برادران سوپر اسمش. نهایی
برادران سوپر اسمش. نهایی (به انگلیسی: Super Smash Bros. Ultimate) یک بازی مبارزه‌ای است که توسط بندای نامکو استودیوز و سورا ال‌تی‌دی. توسعه یافته و توسط نینتندو برای نینتندو سوئیچ در سال ۲۰۱۸ منتشر شده‌است. این پنجمین بازی از مجموعه برادران سوپر اسمش. و دنباله بازی برادران سوپر اسمش. برای نینتندو ۳دی‌اس و وی یو محسوب می‌شود. بازیکن باید با کنترل یکی از شخصیت‌های مختلف، حریف را به بیرون از صحنه بیندازد و هدف کشتن حریف نیست. این برنامه دارای طیف گسترده‌ای از حالت‌های مختلف از جمله بخش داستانی تک‌نفره و چندنفره. نسخه نهایی دارای ۸۹ شخصیت قابل بازی است که شامل تمام شخصیت‌های بازی‌های قبلی در کنار شخصیت‌های تازه می‌شود. همچنین شخصیت‌هایی از فرنچایزهای غیر از نینتندو وجود دارد.
برنامه‌ریزی برای توسعه بازی از دسامبر ۲۰۱۵ آغاز شد و پس از انتشار آخرین محتوای قابل دانلود (DLC) برای نسخه نینتندو ۳دی‌اس و وی یو توسعه کامل آغاز گردید. خالق و کارگردان مجموعه سوپر اسمش ماساهیرو ساکورای همراه با استودیو سورا و بندای نامکو استودیوز (که نسخه نینتندو ۳دی‌اس و وی یو را توسعه داده بودند) برای توسعه بازی بازگشتند. با بازگشت استودیوها، روند آماده‌سازی تسریع شد. هدف ساکورای در بازی این بود که با وجود چالش‌های مختلف توسعه و حق کپی رایت سایر فرنچایزها، همه شخصیت‌های بازی‌های قبلی را در این مجموعه قرار دهد. چندین آهنگساز مشهور بازی‌های ویدئویی برای تهیه موسیقی متن بازی همکاری کردند که هیدکی ساکاموتو آهنگ اصلی بازی «Lifelight» را نوشت.
نینتندو اولین بار در مارس ۲۰۱۸ برادران سوپر اسمش. نهایی را در کنفرانس نینتندو دایرکت معرفی کرد و در ژوئن بعد در ای۳ ۲۰۱۸ بازی را به‌طور کامل معرفی کرد. قبل از انتشار، دو کارگردان دیگر بر روی بازی کار کردند. این بازی با استقبال جهانی روبرو شد و برخی منتقدان آن را بهترین بازی در مجموعه معرفی کردند. آنها از میزان محتوا و تنظیم بسیار خوب عناصر گیم پلی استقبال کردند ولی حالت آنلاین مورد انتقاد قرار گرفت. نهایی پرفروش‌ترین بازی مبارزه ای تمام دوران است و تا ژوئن ۲۰۲۱ نزدیک به ۲۵ میلیون نسخه فروخته‌است. این بازی از زمان انتشار تا اکتبر ۲۰۲۱ با محتوای قابل بارگیری با افزودن شخصیت‌های جدید، موسیقی و سایر پشتیبانی می‌شد.